# Faro de Stella Maris
El Faro de Stella Maris (en hebreo: מגדלור סטלה מאריס)
también llamada Faro del Monte Carmelo, Faro de Har Carmel, Faro de Haifa, es un faro en Haifa, Israel. Se encuentra en la cara frente al mar del Monte Carmelo, cerca del Monasterio de Stella Maris, dentro de una base de la Marina israelí. El faro está cerrado al público y no hay acceso al edificio. Se puede ver desde cerca. A través de los años ha habido faros en varios lugares en el Monte Carmelo. Un antiguo faro estuvo presente en la montaña en la época romana. Existe una mención temprana a un faro situado en el sitio original del Monasterio de Stella Maris, ya en 1631. La ubicación actual del faro es el palacio de verano del pasha Abdullah, gobernador de Acre 1820-1831.